# Palacio Oriol
El Palacio Oriol es una antigua casa palacio en el n.º 14 de la calle de Alfonso XII esquina calle de Montalbán, en el barrio de Jerónimos de Madrid (España). El edificio fue proyectado en 1913 por José Luis de Oriol Urigüen y construido de 1913 a 1914. Tras una rehabilitación y reforma proyectada en 2002 por el arquitecto Miguel de Oriol e Ybarra, nieto del promotor, fue reinaugurado como hotel en octubre de 2004 con el nombre de Hotel Palacio del Retiro, de la cadena AC Hotels.

## Descripción
El primer proyecto de 14 de mayo de 1913 fue rechazado al superar las alturas permitidas por la ordenanza en vigor. Así, el 1 de agosto, el arquitecto José Luis de Oriol decidió remitir un segundo proyecto desde su residencia en Bilbao pasando los pisos de ocho seis y la cota de 23,70 a 22,35 m. Cuenta con tres patios: el principal de 88 m² y dos secundarios. Destacan sus dos escaleras nobles, una rectangular que solo alcanza el primer piso y otra circular que comunicaba con los pisos superiores y se halla junto al ascensor. Las dos escaleras son de mármol, con barandilla forjada y vidrieras de colores de la casa Maumejean para su iluminación.

## Hotel
A febrero de 2019, es uno de los seis hoteles en la categoría cinco estrellas gran lujo de Madrid junto con el Ritz, el Villa Magna, el Palace, el Santo Mauro y el Urban.